# (73191) 2002 JY1
2002 جاي واي 1 (ويعرف أيضًا باسم (73191) 2002 جاي واي 1 وفق تسمية الكوكب الصغير) (بالإنجليزية: 2002 JY1)‏ هو كويكب ضمن حزام الكويكبات؛ وترتيبه 73191 من حيث الاكتشاف.
اكتُشف هذا الجُرم الفلكي بواسطة William Kwong Yu Yeung ‏ في 4 مايو 2002.

## وصلات خارجية
- (73191) 2002 JY1 في قاعدة بيانات مختبر الدفع النفاث لأجرام النظام الشمسي الصغيرة

- الاكتشاف · مخطط المدار ·  العناصر المدارية · المعلمات المادية

- (73191) 2002 JY1 على موقع ويكي سكاي: DSS2, SDSS, GALEX, IRAS, Hydrogen α, X-Ray, Astrophoto, Sky Map, Articles and images